# Austernomelett

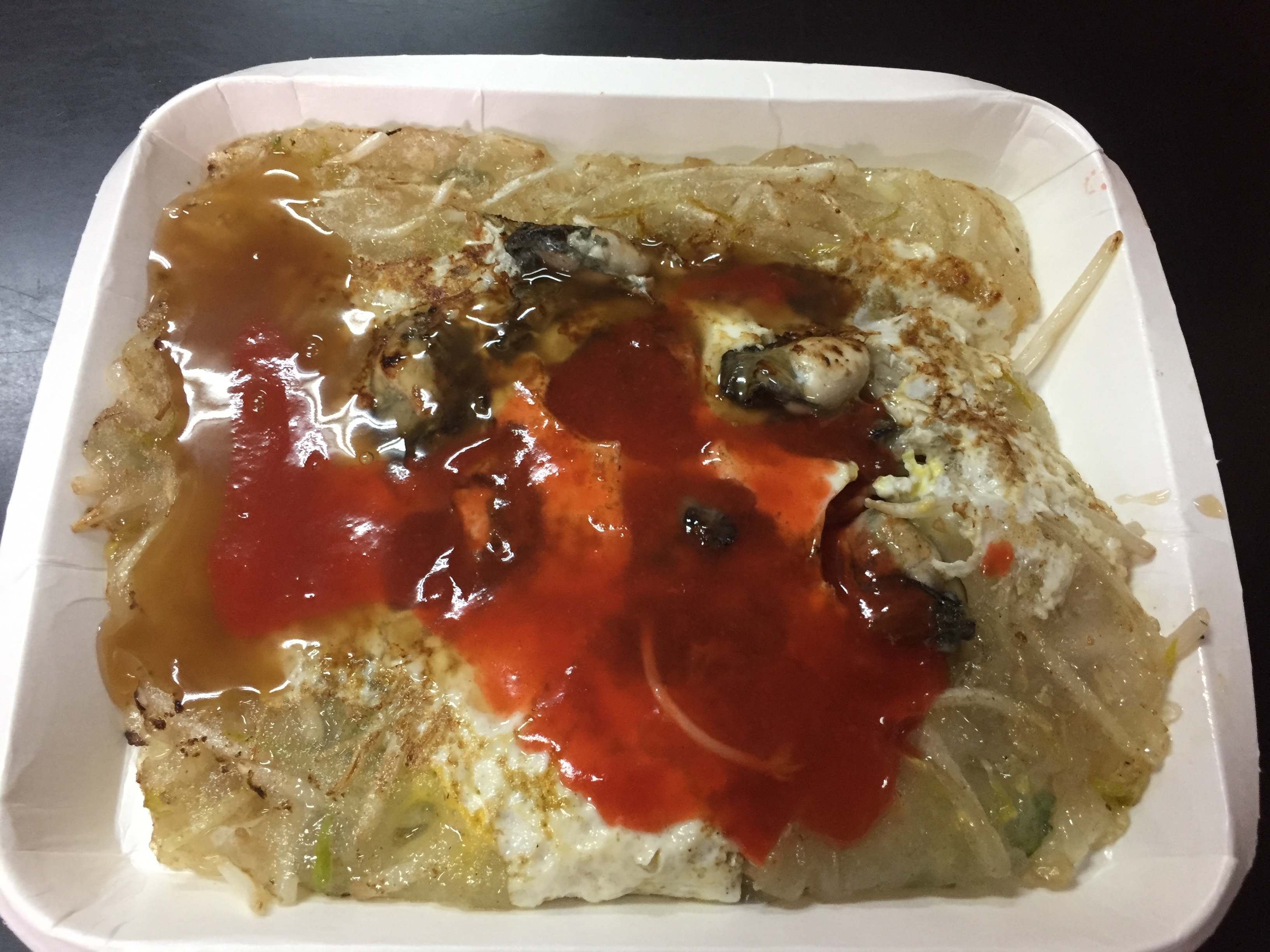
Austernomelett

Das Austernomelett ist ein Gericht, das in Taiwan, China, Singapur, Thailand und vielen anderen asiatischen Ländern bekannt ist. Die wichtigsten Zutaten des Austernomeletts sind frische Pazifische Austern und Eier. Besonders ist, dass die Basis nicht nur aus Eiern, sondern zusätzlich aus einer Mischung von Wasser und Stärke, typischerweise von Süßkartoffeln, gemischt wird. Das Anping-Austernomelett ist einer der berühmten Snacks der taiwanesischen Stadt Tainan.

## Zubereitung
Zuerst erhitzt man das Öl in der Pfanne, dann gibt man die Austern und die Eiermischung. Nach ein paar Minuten gießt man die Süßkartoffelstärke ein. Wenn die Austern gut durch sind, kommt das Omelett auf einen Teller und man gießt je nach Geschmack eine Würzsauce darüber.

## Herkunft
Die Ursprünge des Gerichts sind unbekannt.
Eine kolportierte Version ist, dass das Austernomelett aus dem Bereich Minnan stammt (Xiazhou, Zhangzhou, Quanzhou). In diesem Gebiet sprechen die Leute Minnan. Viele Einwohner dort waren arm, und die Nahrung war sehr knapp für alle. Die Einwohner an der Küste bereiteten diese Speise wegen der Hungersnot zu. Die Urahnen erfanden das als einen Ersatz für das Grundnahrungsmittel Reis. Deshalb ist das Austernomelett ein Symbol für die Bedürftigkeit. Man kann das Austernomelett in Minnan, Chaoshan und in Taiwan finden. Das ist ein herkömmliches Gericht, das alle Urahnen in Tainan Anping kannten.
Eine andere Version lautet: Im Jahr 1661 besetzte die niederländische Armee gewaltsam Anping. Ein General der Ming-Dynastie, Zheng Chenggong, entsandte die Truppen von Lu Ermen (Lu Ermen ist einen Hafen in Tainan Anping) und griff die niederländische Armee an. Die niederländische Armee war besiegt, sie versteckte die Nahrungsmittel, um Zheng Chenggongs Truppen auszuhungern. Zheng Cheng-gongs Armee nahm die Austern vor Ort und die mischte Eier und Kartoffelstärke, um sie zu braten.